# Großer Preis der Emilia-Romagna 2022
Der Große Preis der Emilia-Romagna 2022 (offiziell Formula 1 Rolex Gran Premio del Made In Italy e dell’Emilia-Romagna 2022) fand am 24. April auf dem Autodromo Enzo e Dino Ferrari in Imola statt und war das vierte Rennen der Formel-1-Weltmeisterschaft 2022.

## Bericht

### Hintergründe
Nach dem Großen Preis von Australien führte Charles Leclerc in der Fahrerwertung mit 34 Punkten vor George Russell und mit 38 Punkten vor Carlos Sainz jr. In der Konstrukteurswertung führte Ferrari mit 39 Punkten vor Mercedes und mit 49 Punkten vor Red Bull.
Im Rahmen dieses Grand Prix fand der erste Sprint der Saison 2022 statt. Erstmals an einem Rennwochenende mit Sprint wurde die offizielle Pole-Position dabei anhand der Bestzeit im Qualifying vergeben, im Vorjahr wurde die Pole-Position immer dem Fahrer zugesprochen, der nach dem Sprint-Qualifying das Rennen vom ersten Startplatz aufnahm. Ebenfalls neu war die Punktevergabe, in der nun die ersten acht Fahrer Punkte nach dem Schema 8–7–6–5–4–3–2–1 erhielten.
Yuki Tsunoda, Lance Stroll (jeweils acht), Max Verstappen, Sergio Pérez (jeweils sieben), Nicholas Latifi (sechs), Lando Norris, Valtteri Bottas (jeweils fünf), Pierre Gasly, Esteban Ocon (jeweils drei), Lewis Hamilton, Fernando Alonso, Alexander Albon (jeweils zwei), Sebastian Vettel, Daniel Ricciardo, Guanyu Zhou und Russell (jeweils einer) gingen mit Strafpunkten ins Rennwochenende.
Tsunoda (drei), Sainz jr. (zwei), Albon und Stroll (jeweils eine) gingen derweil noch mit Verwarnungen ins Wochenende.
Mit Hamilton und Verstappen (jeweils einmal) traten alle ehemaligen Sieger zu diesem Grand Prix an.
Als Rennkommissare für dieses Rennwochenende fungierten Nish Shetty (SGP), Felix Holter (DEU), Mika Salo (FIN) und Paolo Longoni (ITA).

### Erstes freies Training
Im ersten freien Training war Leclerc Schnellster vor Sainz jr. und Verstappen. Die Session wurde zweimal mit der roten Flagge abgebrochen, da Norris und später Bottas aufgrund der nassen Bedingungen in Kurve zwölf Dreher hatten.

### Qualifying
Das Qualifying bestand aus drei Teilen mit einer Nettolaufzeit von 45 Minuten. Im ersten Qualifying-Segment (Q1) hatten die Fahrer 18 Minuten Zeit, um sich für das Rennen zu qualifizieren. Alle Fahrer, die im ersten Abschnitt eine Zeit erzielten, die maximal 107 Prozent der schnellsten Rundenzeit betrug, qualifizierten sich für den Grand Prix. Die besten 15 Fahrer erreichten den nächsten Teil. Leclerc war Schnellster. Die Williams- und AlphaTauri-Piloten sowie Ocon schieden aus.
Der zweite Abschnitt (Q2) dauerte 15 Minuten. Die schnellsten zehn Piloten qualifizierten sich für den dritten Teil des Qualifyings. Verstappen war Schnellster, die Mercedes-Piloten sowie Mick Schumacher, Stroll und Zhou schieden aus. Das erste Mal seit dem Großen Preis von Japan 2012 erreichten beide Mercedes-Piloten nicht das dritte Qualifyingsegment.
Der letzte Abschnitt (Q3) ging über eine Zeit von zwölf Minuten, in denen die ersten zehn Startpositionen vergeben wurden. Die Session wurde wegen Zwischenfällen mit Kevin Magnussen, Bottas und Norris mehrfach unterbrochen. Verstappen fuhr mit einer Rundenzeit von 1:27,999 Minuten die Bestzeit vor Leclerc und Norris. Es war die erste Pole-Position für Verstappen in Italien.

### Zweites freies Training
Das zweite freie Training fuhr Russell die schnellste Runde vor Pérez und Leclerc.

### Sprint
Verstappen gewann den Sprint, der über 21 Runden auf dem Autodromo Enzo e Dino Ferrari lief, vor Leclerc und Pérez. Die restlichen Punkteränge belegten Sainz jr., Norris, Ricciardo, Bottas und Magnussen. Den einzigen Ausfall gab es für Zhou, der nach einer Kollision in der ersten Runde seinen Wagen abstellen musste. Da anschließend an seinem Wagen Teile ausgetauscht wurden, startete er das Rennen aus der Boxengasse.

### Rennen
Wegen nasser Bedingungen starteten alle Fahrer das Rennen mit Intermediates.

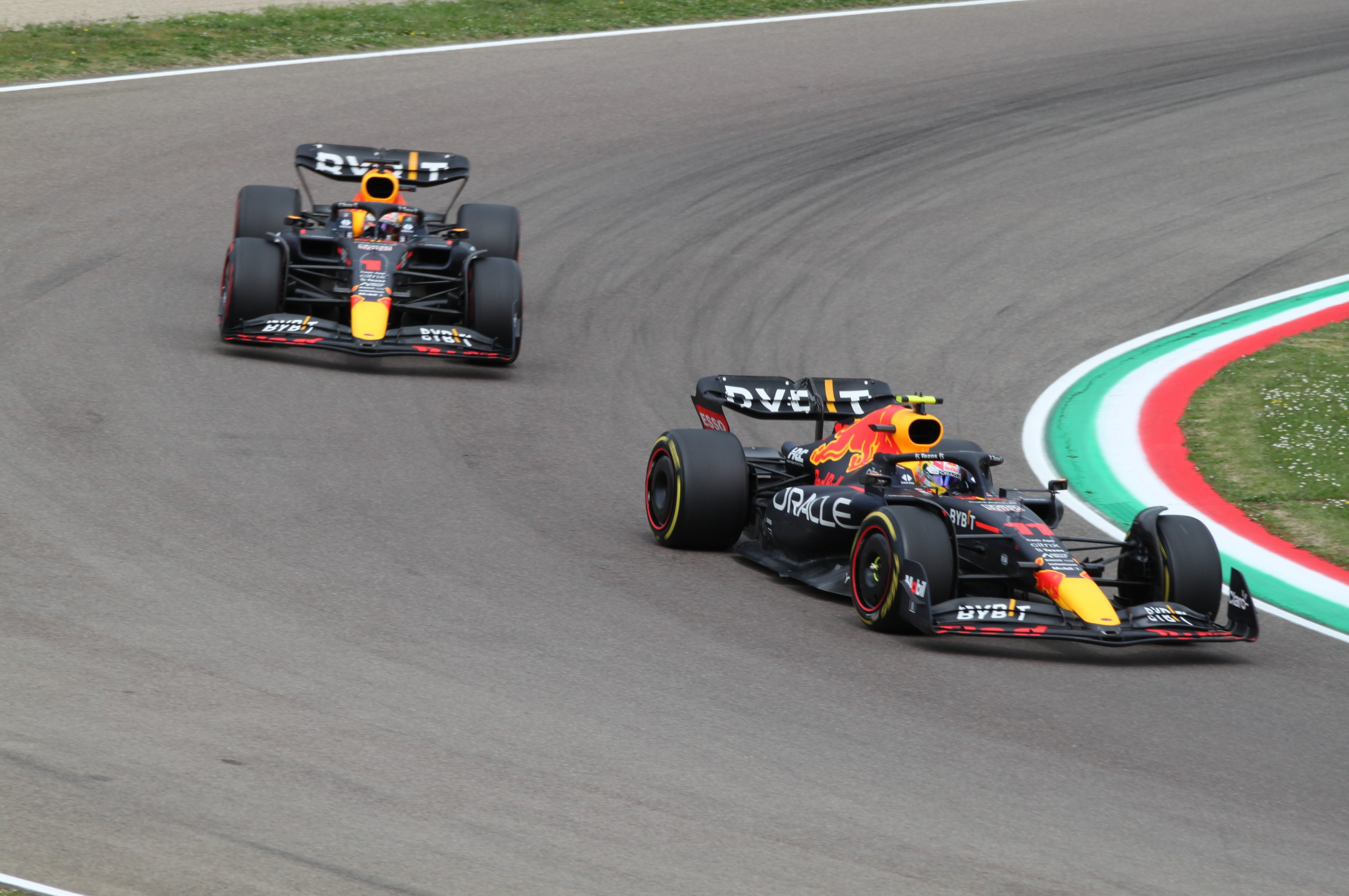
Rennsieger Verstappen vor Teamkollege Pérez

Beim Start konnte Verstappen die Führung verteidigen, während Leclerc und Sainz jr. hinter Pérez und Norris zurückfielen. In der zweiten Kurve kollidierten Sainz jr. und Ricciardo miteinander. Ricciardo blieb im Rennen, Sainz jr. jedoch steckte im Kies fest und musste das Rennen aufgeben. Durch diesen Unfall kam Schumacher von der Strecke ab und drehte sich auf dem nassen Rasen, konnte aber weiterfahren. Daraufhin wurde wegen des gestrandetem Boliden von Sainz jr. das Safety-Car auf die Strecke geschickt.
Beim Restart behielt Verstappen die Führung vor Pérez, Norris und Leclerc. Am Ende von Runde 6 fuhr Alonso mit einem beschädigten Seitenkasten an die Box und gab das Rennen auf. Bei etwa einem Drittel Renndistanz wechselte das gesamte Feld wegen abtrocknender Strecke auf Mediums, dabei kam es zu einem Zwischenfall zwischen Hamilton und Alpine-Pilot Ocon, bei dem letzterer unsicher von seiner Boxencrew losgeschickt wurde und beinahe mit Hamilton kollidierte. Für diesen unsafe release bekam Ocon eine Fünf-Sekunden-Zeitstrafe. In Runde 34 wurde DRS erstmals freigegeben.
Zehn Runden vor Rennende drehte sich Leclerc in der Variante Alta von der Strecke, da er den gelben „Sausage Kerb“ in der Innenseite der ersten Kurve zu schnell überfuhr. Er musste dadurch wegen seinem beschädigten Frontflügel einen zusätzlichen Boxenstopp einlegen und fiel auf Rang neun zurück, konnte sich aber noch bis zum sechsten Platz vorarbeiten.
Verstappen gewann somit das Rennen vor Pérez und Norris. Es war Norris’ erste Podiumsplatzierung der Saison sowie der erste Doppelsieg für Red Bull seit dem Großen Preis von Malaysia 2016. Die restlichen Punkteplatzierungen belegten Russell, Bottas, Leclerc, Tsunoda, Vettel, Magnussen und Stroll. Aston Martin erzielte damit die ersten Punkte der Saison, zudem erzielten zum ersten Mal seit 2019 in einer Formel-1-Saison alle Teams Weltmeisterschaftspunkte. Verstappen erzielte zusätzlich die schnellste Rennrunde, wofür er einen zusätzlichen Punkt erhielt. Zudem führte er jede Runde an, womit ihm der zweite Grand Slam seiner Karriere gelang.
In der Fahrermeisterschaft konnte Leclerc die Führung behalten, Verstappen war nun Zweiter vor Pérez. In der Konstrukteurswertung blieb Ferrari in Führung, Red Bull übernahm den zweiten Platz vor Mercedes.

## Meldeliste
| Team                                  | Nr. | Fahrer           | Chassis                           | Motor                             | Reifen |
| ------------------------------------- | --- | ---------------- | --------------------------------- | --------------------------------- | ------ |
| Oracle Red Bull Racing                | 01  | Max Verstappen   | Red Bull Racing RB18              | Red Bull RBPTH001                 | P      |
| Oracle Red Bull Racing                | 11  | Sergio Pérez     | Red Bull Racing RB18              | Red Bull RBPTH001                 | P      |
| Mercedes-AMG Petronas F1 Team         | 63  | George Russell   | Mercedes-AMG F1 W13 E Performance | Mercedes-AMG F1 M13 E Performance | P      |
| Mercedes-AMG Petronas F1 Team         | 44  | Lewis Hamilton   | Mercedes-AMG F1 W13 E Performance | Mercedes-AMG F1 M13 E Performance | P      |
| Scuderia Ferrari                      | 16  | Charles Leclerc  | Ferrari F1-75                     | Ferrari 066/7                     | P      |
| Scuderia Ferrari                      | 55  | Carlos Sainz jr. | Ferrari F1-75                     | Ferrari 066/7                     | P      |
| McLaren F1 Team                       | 03  | Daniel Ricciardo | McLaren MCL36                     | Mercedes-AMG F1 M13 E Performance | P      |
| McLaren F1 Team                       | 04  | Lando Norris     | McLaren MCL36                     | Mercedes-AMG F1 M13 E Performance | P      |
| BWT Alpine F1 Team                    | 14  | Fernando Alonso  | Alpine A522                       | Renault E-Tech RE22               | P      |
| BWT Alpine F1 Team                    | 31  | Esteban Ocon     | Alpine A522                       | Renault E-Tech RE22               | P      |
| Scuderia AlphaTauri                   | 10  | Pierre Gasly     | AlphaTauri AT03                   | Red Bull RBPTH001                 | P      |
| Scuderia AlphaTauri                   | 22  | Yuki Tsunoda     | AlphaTauri AT03                   | Red Bull RBPTH001                 | P      |
| Aston Martin Aramco Cognizant F1 Team | 18  | Lance Stroll     | Aston Martin AMR22                | Mercedes-AMG F1 M13 E Performance | P      |
| Aston Martin Aramco Cognizant F1 Team | 05  | Sebastian Vettel | Aston Martin AMR22                | Mercedes-AMG F1 M13 E Performance | P      |
| Williams Racing                       | 23  | Alexander Albon  | Williams FW44                     | Mercedes-AMG F1 M13 E Performance | P      |
| Williams Racing                       | 06  | Nicholas Latifi  | Williams FW44                     | Mercedes-AMG F1 M13 E Performance | P      |
| Alfa Romeo F1 Team ORLEN              | 77  | Valtteri Bottas  | Alfa Romeo C42                    | Ferrari 066/7                     | P      |
| Alfa Romeo F1 Team ORLEN              | 24  | Zhou Guanyu      | Alfa Romeo C42                    | Ferrari 066/7                     | P      |
| Haas F1 Team                          | 20  | Kevin Magnussen  | Haas VF-22                        | Ferrari 066/7                     | P      |
| Haas F1 Team                          | 47  | Mick Schumacher  | Haas VF-22                        | Ferrari 066/7                     | P      |

## Klassifikationen

### Qualifying
| Pos.                                                                      | Fahrer           | Konstrukteur                 | Q1         | Q2       | Q3         | Sprint- Start |
| ------------------------------------------------------------------------- | ---------------- | ---------------------------- | ---------- | -------- | ---------- | ------------- |
| 01                                                                        | Max Verstappen   | Red Bull Racing-RBPT         | 1:19,295   | 1:18,793 | 1:27,999   | 01            |
| 02                                                                        | Charles Leclerc  | Ferrari                      | 1:18,796   | 1:19,584 | 1:28,778   | 02            |
| 03                                                                        | Lando Norris     | McLaren-Mercedes             | 1:20,168   | 1:19,294 | 1:29,131   | 03            |
| 04                                                                        | Kevin Magnussen  | Haas-Ferrari                 | 1:20,147   | 1:19,902 | 1:29,164   | 04            |
| 05                                                                        | Fernando Alonso  | Alpine-Renault               | 1:20,198   | 1:19,595 | 1:29,202   | 05            |
| 06                                                                        | Daniel Ricciardo | McLaren-Mercedes             | 1:19,980   | 1:20,031 | 1:29,742   | 06            |
| 07                                                                        | Sergio Pérez     | Red Bull Racing-RBPT         | 1:19,773   | 1:19,296 | 1:29,808   | 07            |
| 08                                                                        | Valtteri Bottas  | Alfa Romeo-Ferrari           | 1:20,419   | 1:20,192 | 1:30,439   | 08            |
| 09                                                                        | Sebastian Vettel | Aston Martin Aramco-Mercedes | 1:20,364   | 1:19,957 | 1:31,062   | 09            |
| 10                                                                        | Carlos Sainz jr. | Ferrari                      | 1:19,305   | 1:18,990 | keine Zeit | 10            |
| 11                                                                        | George Russell   | Mercedes                     | 1:20,383   | 1:20,757 | –          | 11            |
| 12                                                                        | Mick Schumacher  | Haas-Ferrari                 | 1:20,422   | 1:20,916 | –          | 12            |
| 13                                                                        | Lewis Hamilton   | Mercedes                     | 1:20,470   | 1:21,138 | –          | 13            |
| 14                                                                        | Zhou Guanyu      | Alfa Romeo-Ferrari           | 1:19,730   | 1:21,434 | –          | 14            |
| 15                                                                        | Lance Stroll     | Aston Martin Aramco-Mercedes | 1:20,342   | 1:28,119 | –          | 15            |
| 16                                                                        | Yuki Tsunoda     | AlphaTauri-RBPT              | 1:20,474   | –        | –          | 16            |
| 17                                                                        | Pierre Gasly     | AlphaTauri-RBPT              | 1:20,732   | –        | –          | 17            |
| 18                                                                        | Nicholas Latifi  | Williams-Mercedes            | 1:21,971   | –        | –          | 18            |
| 19                                                                        | Esteban Ocon     | Alpine-Renault               | 1:22,338   | –        | –          | 19            |
| 107-Prozent-Zeit: 1:24,312 min (bezogen auf Q1-Bestzeit von 1:18,796 min) |                  |                              |            |          |            |               |
| DNQ                                                                       | Alexander Albon  | Williams-Mercedes            | keine Zeit | –        | –          | 20            |

Anmerkungen
1. ↑  Albon wurde erlaubt zu starten, da er im freien Training ausreichend schnell gefahren war.

### Sprint
| Pos. | Fahrer           | Konstrukteur                 | Runden | Zeit      | Sprint- Start | Renn- start |
| ---- | ---------------- | ---------------------------- | ------ | --------- | ------------- | ----------- |
| 01   | Max Verstappen   | Red Bull Racing-RBPT         | 21     | 30:39,567 | 01            | 01          |
| 02   | Charles Leclerc  | Ferrari                      | 21     | + 2,975   | 02            | 02          |
| 03   | Sergio Pérez     | Red Bull Racing-RBPT         | 21     | + 4,721   | 07            | 03          |
| 04   | Carlos Sainz jr. | Ferrari                      | 21     | + 17,578  | 10            | 04          |
| 05   | Lando Norris     | McLaren-Mercedes             | 21     | + 24,561  | 03            | 05          |
| 06   | Daniel Ricciardo | McLaren-Mercedes             | 21     | + 27,740  | 06            | 06          |
| 07   | Valtteri Bottas  | Alfa Romeo-Ferrari           | 21     | + 28,133  | 08            | 07          |
| 08   | Kevin Magnussen  | Haas-Ferrari                 | 21     | + 30,712  | 04            | 08          |
| 09   | Fernando Alonso  | Alpine-Renault               | 21     | + 32,278  | 05            | 09          |
| 10   | Mick Schumacher  | Haas-Ferrari                 | 21     | + 33,773  | 12            | 10          |
| 11   | George Russell   | Mercedes                     | 21     | + 36,284  | 11            | 11          |
| 12   | Yuki Tsunoda     | AlphaTauri-RBPT              | 21     | + 38,298  | 16            | 12          |
| 13   | Sebastian Vettel | Aston Martin Aramco-Mercedes | 21     | + 40,177  | 09            | 13          |
| 14   | Lewis Hamilton   | Mercedes                     | 21     | + 41,459  | 13            | 14          |
| 15   | Lance Stroll     | Aston Martin Aramco-Mercedes | 21     | + 42,910  | 15            | 15          |
| 16   | Esteban Ocon     | Alpine-Renault               | 21     | + 43,517  | 19            | 16          |
| 17   | Pierre Gasly     | AlphaTauri-RBPT              | 21     | + 43,794  | 17            | 17          |
| 18   | Alexander Albon  | Williams-Mercedes            | 21     | + 48,871  | 20            | 18          |
| 19   | Nicholas Latifi  | Williams-Mercedes            | 21     | + 52,017  | 18            | 19          |
| –    | Zhou Guanyu      | Alfa Romeo-Ferrari           | 0      | DNF       | 14            | Box         |

Anmerkungen
1. ↑  Zhou musste aus der Boxengasse starten, da an seinem Wagen Teile ausgetauscht wurden, als er unter Parc-fermé-Bedingungen stand.

### Rennen
| Pos. | Fahrer           | Konstrukteur                 | Runden | Stopps | Zeit        | Start | Schnellste Runde |
| ---- | ---------------- | ---------------------------- | ------ | ------ | ----------- | ----- | ---------------- |
| 01   | Max Verstappen   | Red Bull Racing-RBPT         | 63     | 2      | 1:32:07,986 | 01    | 1:18,446 (55.)   |
| 02   | Sergio Pérez     | Red Bull Racing-RBPT         | 63     | 2      | + 16,527    | 03    | 1:18,949 (52.)   |
| 03   | Lando Norris     | McLaren-Mercedes             | 63     | 1      | + 34,834    | 05    | 1:20,903 (61.)   |
| 04   | George Russell   | Mercedes                     | 63     | 1      | + 42,506    | 11    | 1:20,962 (57.)   |
| 05   | Valtteri Bottas  | Alfa Romeo-Ferrari           | 63     | 1      | + 43,181    | 07    | 1:20,758 (43.)   |
| 06   | Charles Leclerc  | Ferrari                      | 63     | 3      | + 56,072    | 02    | 1:18,574 (63.)   |
| 07   | Yuki Tsunoda     | AlphaTauri-RBPT              | 63     | 1      | + 1:01,110  | 12    | 1:20,544 (61.)   |
| 08   | Sebastian Vettel | Aston Martin Aramco-Mercedes | 63     | 1      | + 1:10,892  | 13    | 1:21,211 (47.)   |
| 09   | Kevin Magnussen  | Haas-Ferrari                 | 63     | 1      | + 1:15,260  | 08    | 1:21,238 (61.)   |
| 10   | Lance Stroll     | Aston Martin Aramco-Mercedes | 62     | 1      | + 1 Runde   | 15    | 1:21,750 (46.)   |
| 11   | Alexander Albon  | Williams-Mercedes            | 62     | 1      | + 1 Runde   | 18    | 1:21,757 (61.)   |
| 12   | Pierre Gasly     | AlphaTauri-RBPT              | 62     | 1      | + 1 Runde   | 17    | 1:21,713 (34.)   |
| 13   | Lewis Hamilton   | Mercedes                     | 62     | 1      | + 1 Runde   | 14    | 1:21,419 (50.)   |
| 14   | Esteban Ocon     | Alpine-Renault               | 62     | 1      | + 1 Runde   | 16    | 1:21,887 (37.)   |
| 15   | Zhou Guanyu      | Alfa Romeo-Ferrari           | 62     | 1      | + 1 Runde   | Box   | 1:21,286 (61.)   |
| 16   | Nicholas Latifi  | Williams-Mercedes            | 62     | 1      | + 1 Runde   | 19    | 1:21,338 (62.)   |
| 17   | Mick Schumacher  | Haas-Ferrari                 | 62     | 2      | + 1 Runde   | 10    | 1:18,999 (55.)   |
| 18   | Daniel Ricciardo | McLaren-Mercedes             | 62     | 3      | + 1 Runde   | 06    | 1:21,577 (61.)   |
| –    | Fernando Alonso  | Alpine-Renault               | 6      | 0      | DNF         | 09    | 1:39,685 (05.)   |
| –    | Carlos Sainz jr. | Ferrari                      | 0      | 0      | DNF         | 04    | –                |

Anmerkungen
1. ↑  Ocon erhielt eine Zeitstrafe von fünf Sekunden für eine unsichere Freigabe („Unsafe Release“) beim Boxenstopp.

## WM-Stände nach dem Rennen
Die ersten zehn des Rennens bekamen 25, 18, 15, 12, 10, 8, 6, 4, 2 bzw. 1 Punkt(e). Zusätzlich gab es einen Punkt für die schnellste Rennrunde, da der Fahrer unter den ersten Zehn landete.

### Fahrerwertung
| Pos. | Fahrer           | Konstrukteur         | Punkte |
| ---- | ---------------- | -------------------- | ------ |
| 01   | Charles Leclerc  | Ferrari              | 86     |
| 02   | Max Verstappen   | Red Bull Racing RBPT | 59     |
| 03   | Sergio Pérez     | Red Bull Racing RBPT | 54     |
| 04   | George Russell   | Mercedes             | 49     |
| 05   | Carlos Sainz jr. | Ferrari              | 38     |
| 06   | Lando Norris     | McLaren-Mercedes     | 35     |
| 07   | Lewis Hamilton   | Mercedes             | 28     |
| 08   | Valtteri Bottas  | Alfa Romeo-Ferrari   | 24     |
| 09   | Esteban Ocon     | Alpine-Renault       | 20     |
| 10   | Kevin Magnussen  | Haas-Ferrari         | 15     |
| 11   | Daniel Ricciardo | McLaren-Mercedes     | 11     |

| Pos. | Fahrer           | Konstrukteur                 | Punkte |
| ---- | ---------------- | ---------------------------- | ------ |
| 12   | Yuki Tsunoda     | AlphaTauri-RBPT              | 10     |
| 13   | Pierre Gasly     | AlphaTauri-RBPT              | 6      |
| 14   | Sebastian Vettel | Aston Martin Aramco-Mercedes | 4      |
| 15   | Fernando Alonso  | Alpine-Renault               | 2      |
| 16   | Zhou Guanyu      | Alfa Romeo-Ferrari           | 1      |
| 17   | Lance Stroll     | Aston Martin Aramco-Mercedes | 1      |
| 18   | Alexander Albon  | Williams-Mercedes            | 1      |
| 19   | Mick Schumacher  | Haas-Ferrari                 | 0      |
| 20   | Nico Hülkenberg  | Aston Martin Aramco-Mercedes | 0      |
| 21   | Nicholas Latifi  | Williams-Mercedes            | 0      |

### Konstrukteurswertung
| Pos. | Konstrukteur         | Punkte |
| ---- | -------------------- | ------ |
| 1    | Ferrari              | 124    |
| 2    | Red Bull Racing-RBPT | 113    |
| 3    | Mercedes             | 77     |
| 4    | McLaren-Mercedes     | 46     |
| 5    | Alfa Romeo-Ferrari   | 25     |

| Pos. | Konstrukteur                 | Punkte |
| ---- | ---------------------------- | ------ |
| 06   | Alpine-Renault               | 22     |
| 07   | AlphaTauri-RBPT              | 16     |
| 08   | Haas-Ferrari                 | 15     |
| 09   | Aston Martin Aramco-Mercedes | 5      |
| 10   | Williams-Mercedes            | 1      |